# Giano Anisio
Giano Anisio, propriamente Giovanni Francesco Anisio o anche Anisi o Anicio (Napoli, 1465 – Napoli, 1540 circa), è stato un umanista italiano.

## Biografia
Poco si sa dell'Anisio. Appartenente ad una famiglia di origine francese, fu accademico pontaniano. Studiò diritto e lettere classiche e molto presto, pare intorno al 1486, si dedicò alla poesia in latino. Fu certamente a Roma, forse al seguito di qualche signore. A Napoli, venuto in contatto con l'Accademia pontaniana, divenne amico dei più illustri uomini di cultura del tempo, tra cui il Sannazaro, il Summonte, il Seripando, il Valla, il Bembo, il Telesio, e godendo della protezione del cardinale Pompeo Colonna. Particolarmente portato per la satira di tipo oraziano, il suo impegno in questo senso è dimostrato da sei libri di satire in esametri, forse la parte più notevole della sua opera. È autore anche di una tragedia sacra, il Protogonos, in versi giambici e saffici ispirata alla vicenda del peccato originale.
Fu a lungo ospite dei conti Cavaniglia nei palazzi di questi a Montella e Bagnoli Irpino, insieme al Sannazzaro e al Cotta. Al conte di Montella Troiano I dedicò la prima delle sue satire.
Morto intorno al 1540, fu sepolto a Napoli nella basilica di San Giovanni Maggiore.

## Opere
- Varia poemata et satyrae ad Pompeum Columnam cardinalem, Napoli 1531
- Satyrae ad Pompeum Columnam cardinalem, Napoli 1532
- Poematum liber secundus con Cosmi Anysii poemata, Napoli 1533
- Protogonos tragoedia, Variorum poematum libri novem Sententiae et satyrae, Napoli 1532-36
- Variorum poematum libri duo accedit liber tertius, Napoli 1536
- Variorum poematum liber tertius, Napoli 1537